# Borisoglebskij (Oblast' di Jaroslavl')
Borisoglebskij è una cittadina della Russia europea centrale, situata nella oblast' di Jaroslavl'; appartiene amministrativamente al rajon Borisoglebskij, del quale è il capoluogo.
Si trova nella parte centromeridionale della oblast', sulle sponde del fiume Ust'e (affluente del Volga).